# Fleshlight

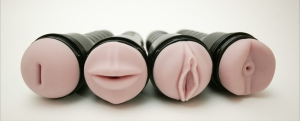
Varietats de Fleshlights: orifíci discret, llavis, vulva i anus.

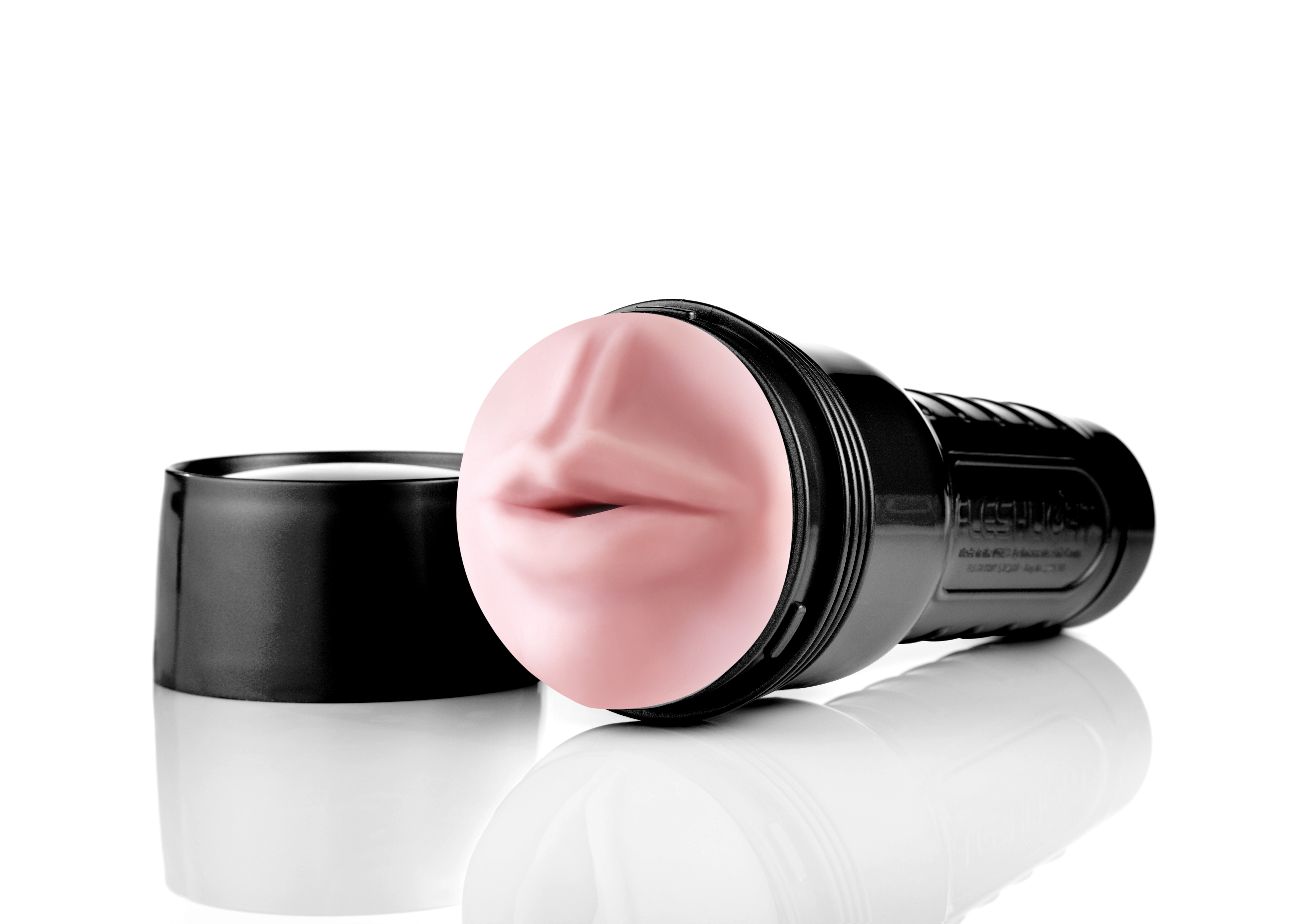
Detall Fleshlight llavis de la boca

Fleshlight és una marca de joguines sexuals destinada a les persones amb penis, dissenyat i comercialitzat per Interactive Life Forms (ILF). El seu nom ve de flesh, «carn» en anglès, en relació al material simulat utilitzat a la seva part interior, i light, de llum, relatiu a la caixa de plàstic que ho conté i que està dissenyada per semblar-se a una gran llanterna (anomenada flashlight en anglès). L'interior dels orificis són una rèplica del sistema la vulva, l'anus, els llavis i un forat més discret amb una petita obertura tots amb color carn.
El Fleshlight va ser dissenyat per Steve Shubin el 1998. Se li va concedir una patent per la invenció, al mateix temps que es va utilitzar com un «dispositiu per a la recollida de semen». Aquesta invenció també està dissenyada per ser una alternativa segura al sexe real, tenint en compte les malalties de transmissió sexual, l'embaràs i el celibat involuntari.

## Pràctica
L'home introdueix el penis a les obertures de la joguina per estimular el plaer sexual amb les reproduccions dels llavis, l'anus o la vulva. Sent aquesta una alternativa o complement a la pràctica de la masturbació.

## Material

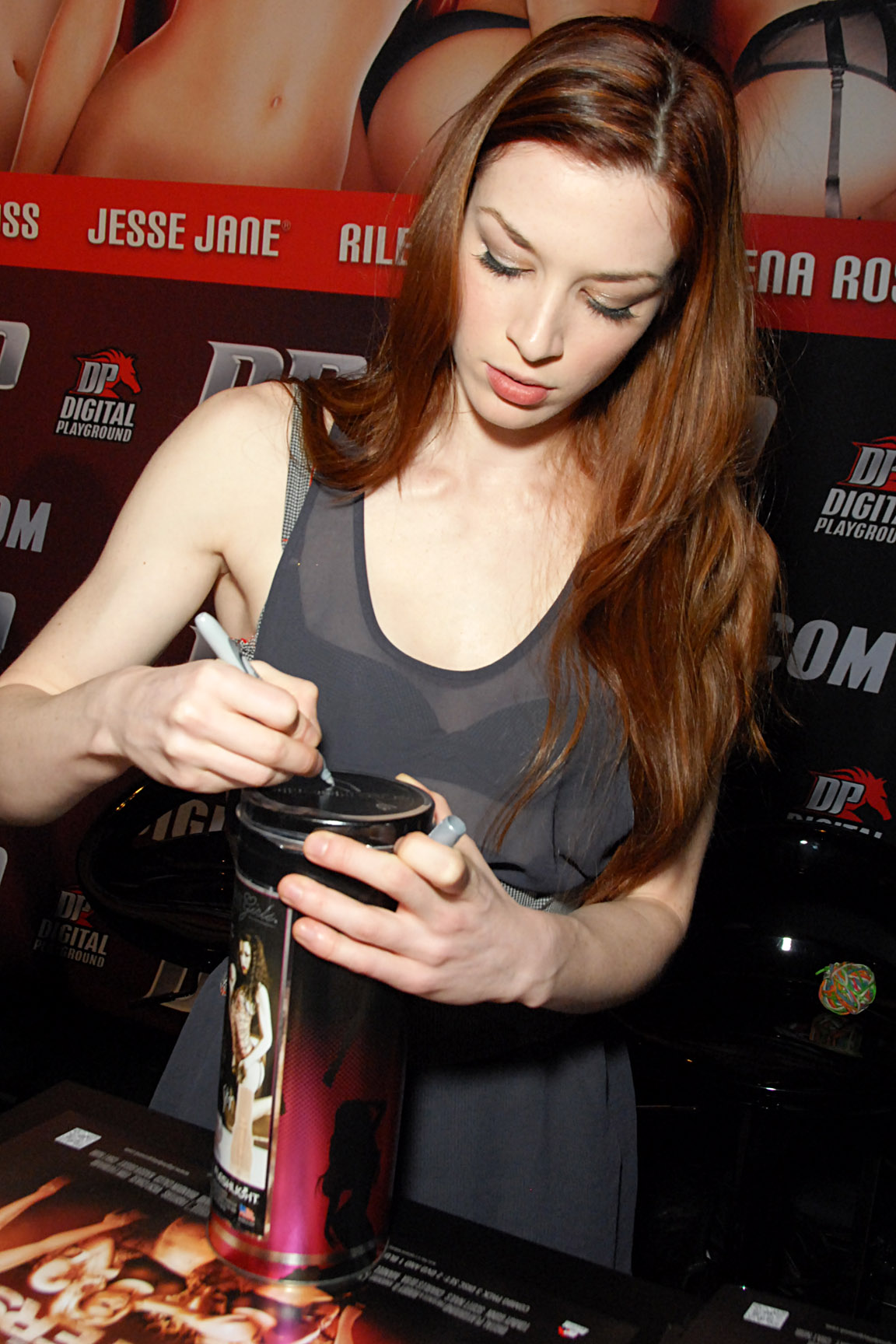
La noia Fleshlight, Stoya signa el seu Fleshlight a la Expo AVN (20/1/2012)

Segons el web de Fleshlight, la peça d'inserció està feta de plàstic, làtex o silicona. I afirma que el material és «un secret de la companyia cobert per una sèrie de patents dels Estats Units», mentre que d'acord amb el material elastòmer de patent pública és un gel format a partir d'una barreja que consta d'aproximadament 90-94% de plastificant i 5-9% de copolímer i d'altres substàncies com ara estirè i estileno. Per la composició química del material, el seu ús i manteniment ha de ser només amb lubricants adequats a base d'aigua, ja que el sabó o l'oli lubricant poden danyar permanentment el teixit de la joguina.

## Premis

### Estats Units
- XBIZ Award del 2010 - Web detallista de l'Any[6]
- XBIZ Award del 2010 - Campanya de Màrqueting de l'Any[6]